# Denise Faye
Denise Faye Greenbaum est une actrice, réalisatrice, danseuse et chorégraphe américaine née à New York le 16 juillet 1963.
Elle a joué le rôle de Danielle dans le film américain American Pie 2 en 2001.

## Filmographie
| Titre                          | Année | Rôle               | Notes                               |
| ------------------------------ | ----- | ------------------ | ----------------------------------- |
| Equalizer                      | 1988  | Hooker             | Épisode La Course du loup           |
| Melissa                        | 1995  | Colleen            |                                     |
| Maudite Aphrodite              | 1995  | Greek Chorus       |                                     |
| Milk & Money                   | 1996  | Kimberly           |                                     |
| Donnie Brasco                  | 1997  | Petite amie de Mob |                                     |
| The Next Step                  | 1997  | Heidi              |                                     |
| Destination Anywhere: The Film | 1997  | Strip-teaseuse     | Direct à la vidéo                   |
| La Famille trahie              | 1998  | Dawn De Bat        | Film à la télévision                |
| Le Flic de Shanghaï            | 1999  | Daphne Pierce      | Épisode L'Évasion                   |
| Game Day                       | 1999  | Cassandra          |                                     |
| American Pie 2                 | 2001  | Danielle           |                                     |
| Chicago                        | 2002  | Annie              |                                     |
| Le Drew Carey Show             | 2003  | Susie              | Épisode Pour quelques kilos de trop |
| Une famille du tonnerre        | 2003  | Nicole             | Épisode The Cuban Missus Crisis     |
| Nine                           | 2009  | Danseuse           |                                     |
| Burlesque                      | 2010  | Pasteur            |                                     |